# Зейнет-уд-Дауле
Мах Рухсар ханым (перс. ماه رخسار خانم , азерб. Zinətüddövlə) известная как Зейнет аль-Дауле (перс. زینت‌الدوله) — дочь Фетх-Али шаха Ирана, жена Эриванского хана Мухаммед-хана Каджара.

## История
Зейнет аль-Даула получила образование у Мирзы Мохаммада Таки Талегани, одного из известных учёных эпохи Фетх-Али шаха. В молодом возрасте она стала женой Мухаммад-хана Эриванского, который был намного старше неё. Историк Мирза Юсуф Карабаги упоминает её, называя «сестрой Аббаса-Мирзы»:
— "…Сестра Аббаса-Мирзы была женой Мухаммед-хана. Сам он развёлся с сестрой Мухаммед-хана и сказал: — «Человек, который отдаёт замок врагу, не может быть родственником моей жены». Когда он умер, вскоре Зейнет аль-Даула была отданы в жёны Нусратулле-хану Баяту Макинскому (перс. نصرت‌الله خان بیات ماکو). Однако Нусратулла-хан также скончался через короткий промежуток времени, и Зейнет аль-Даула вышла замуж за государственного деятеля Ирана Амира Аслан-хана Маджд аль-Даулу (перс. امیراصلان‌خان مجدالدوله), который позже развёлся с ней, и уже в 4-й раз Зейнет аль-Дауле была отдана замуж за Зия аль-Мюлька (перс. ضیاءالملک).
Зейнет аль-Дауле пыталась отравить очередного мужа, налив яд ему в еду, но безуспешно. Поженившись на Зейнет ад-Дауле, Зия аль-Мульк подарил двору Каджаров подарки и был назначен на должность в правительстве. Но он влез в долги и потерял часть своего имущества. Из-за этого отношения между супругами испортились и Зейнет выгнала своего мужа из дома, наконец, отделилась от него и начала свободную жизнь.
Она отправилась в паломничество к святыням, осталась там на некоторое время, затем ушла в Кербелу. Там она вышла замуж за Мирзу Абу аль-Касима (перс. میرزا ابوالقاسم), сына шиитского священнослужителя Мохаммада Таги Баргани, и после возвращения в Иран до конца жизни жила с ним в Казвине.
В последние годы своей жизни она была парализованаа и умерла в 1891 году в месяц раджаб (1308 год по хиджре) после десяти лет болезни.